# Regimiento 7.º de Línea "Esmeralda"

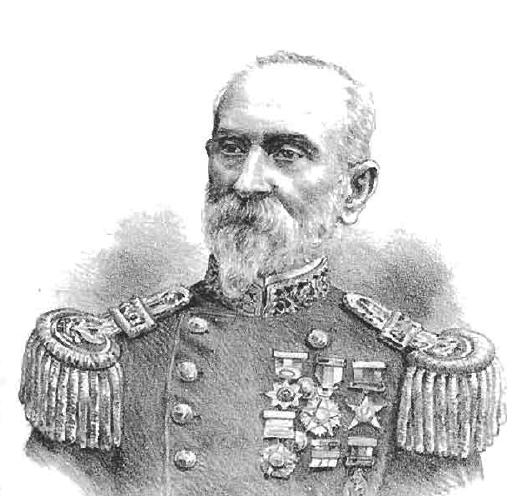
Santiago Amengual.

El Regimiento "Esmeralda" 7.º de Línea fue un regimiento del Ejército de Chile de importante participación en las campañas de la Guerra del Pacífico.

## Historia

### Antecedentes
Una unidad militar con el nombre de 7.º Batallón de Infantería fue creada el 25 de octubre de 1820 para compensar la partida de las fuerzas enviadas en la Expedición libertadora del Perú.

### Guerra del Pacífico
Fue creado el 31 de mayo de 1879, y se le llamó originalmente Carampangue: 818 , dado que fue creado sobre la base de ese batallón cívico, pero luego del combate naval de Iquique se le redenominó Esmeralda. Según la historiografía tradicional, la oficialidad del regimiento estaba compuesta por los hijos de familias de clase alta de Santiago; de ahí su apodo de Los Pijes. Su primer comandante fue Santiago Amengual (cuyo apodo era el manco Amengual), quien no tenía movilidad en un brazo tras recibir un balazo en la batalla de Loncomilla.
Fue transformado en regimiento en junio de 1879, llegando a Antofagasta en septiembre del mismo año. Uno de sus batallones fue despachado a Pisagua, mientras que el otro fue destacado como parte de la guarnición del puerto de Iquique.
En diciembre de 1879 fue asignado a la 1.ª división; siendo parte de ésta participó en la batalla del Alto de la Alianza el 26 de mayo de 1880, perdiendo 239 efectivos. Luego de esta batalla fue reubicado en la II División de Emilio Sotomayor y fue enviado a Lurín, desde donde marchó hacia Chorrillos, donde el 13 de enero participó en el ataque a San Juan, capturando el estandarte del batallón n.º 81 "Manco Cápac", para luego dirigirse a combatir en el pueblo de Chorrillos. Luego de la batalla, ocupó la Escuela de Cabos en dicha ciudad, donde se instaló el hospital de las tropas chilenas.
No participó en la batalla de Miraflores debido a que quedó a cargo de la seguridad de los heridos; pero, incluso así, una de sus compañías hizo frente a una partida de caballería que llegó hasta su posición en la reserva.
Una vez finalizada la campaña de Lima, fue transformado a batallón, llamándose Batallón 7.º de Línea "Esmeralda". Con esta organización tomó parte en la campaña de la Sierra contra las fuerzas del general Andrés Avelino Cáceres.

### SiglosXXyXXI
Participó en la matanza de La Coruña en junio de 1925, cuando fueron asesinadas unas 2000 personas en la represión de una huelga de los obreros del salitre.
Entre 1960 y 1963, ejerció como su comandante el entonces teniente coronel Augusto Pinochet Ugarte.
Actualmente funciona como el Batallón de Infantería Acorazada n.º 7 "Esmeralda", dentro de la 3.ª Brigada Acorazada "La Concepción" del Capitán Ignacio Carrera Pinto, con guarnición en Antofagasta.

## Aspectos culturales
Este regimiento ha sido homenajeado por distintas obras:
- Adiós al Séptimo de Línea (1948), radioteatro de Jorge Inostrosa Cuevas, donde se escenificaron las desventuras de las compañías del regimiento.
- Adiós al Séptimo de Línea (1955), novela de Jorge Inostrosa Cuevas.
- ¡Al 7º de Línea! (1966), álbum del conjunto Los Cuatro Cuartos basado en la novela de Jorge Inostrosa Cuevas.
- Adiós al Séptimo de Línea (2010), serie de televisión basada en la novela, transmitida para el Bicentenario de Chile.